# Виленская духовная семинария

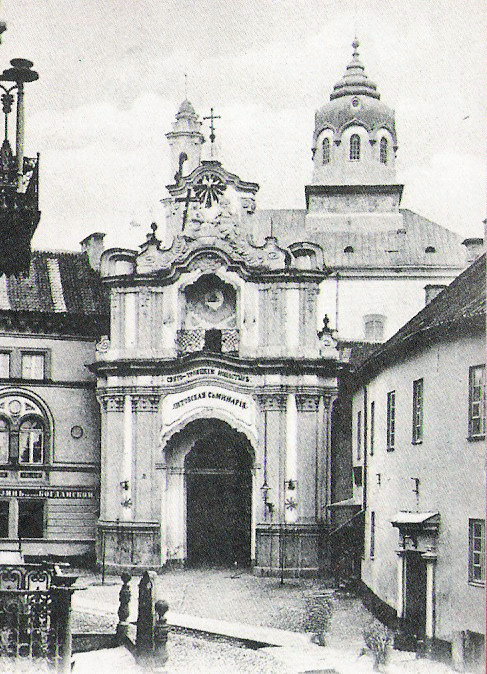
Вход в Литовскую семинарию (около 1900 года)

Ви́ленская духо́вная семина́рия (лит. Vilniaus kunigų seminariją, бел. Віленская духоўная семінарыя, также Лито́вская духо́вная семина́рия, лит. Lietuvos kunigų seminariją, бел. Літоўская духоўная семінарыя) — учебное заведение Русской православной церкви, существовавшее в 1839—1944 и 1946—1947 годах.
В 1839 году Литовская греко-униатская семинария в Жировицах была преобразована в православную семинарию. Поначалу преподавание в ней велось на польском языке, но затем русский язык стал доминирующим в учебном процессе. Преподавание некоторых богословских дисциплин какое-то время велось на латыни с тем, чтобы семинаристы высшего (богословского) отделения были подготовлены вести диспуты с римо-католическими священнослужителями на языке латинского богословия. В августе 1845 года семинария переведена из Жировиц в Вильну и размещена на территории Свято-Троицкого мужского монастыря. Во время Первой мировой войны Литовская духовная семинария эвакуировалась и до 1917 года располагалась в Рязани. После окончания Первой мировой войны возобновила свою работу в Вильне как одна из духовных школ Польской православной церкви. Приблизительно с 1929 года приравнена к польским гимназиям с преподаванием на польском языке. В 1939 году Виленский край был передан Литве, а в 1940 году Литва вошла в состав СССР, после чего Виленская духовная семинария прекратила существование. Во время немецкой оккупации, трудами экзарха митрополита Сергия (Воскресенского) в Вильнюсе были организованы пастырско-богословские курсы для подготовки православных священнослужителей для Прибалтики и оккупированных районов Ленинградской области. Весной 1944 года курсы дали первый выпуск и в том же году, после восстановления в Литве советской власти, были закрыты.

## История
В 1827 году после долгих споров и обсуждений на заседании духовной коллегии Русской униатской церкви было принято решение основать семинарию для белого епархиального духовенства в местечке Жировичи Слонимского уезда Гродненской губернии. За образец было взято устройство Полоцкой семинарии. В это же время был назначен её первый ректор протоирей Антоний Зубко. В его обязанности входила организация всех подготовительных работ непосредственно на месте. После принятия указа от 22 апреля 1828 г. работа по устройству духовной семинарии для Литовской епархии пошла быстрее. Семинарии были переданы каменные монастырские здания. Монахи были переведены в Бытенский базилианский монастырь. В течение восьми месяцев ректор семинарии Антоний Зубко и председатель Литовской духовной консистории Антоний Тупальский подобрали педагогический состав и сформировали администрацию семинарии.
После третьего раздела Речи Посполитой в созданных западных губерниях Российской империи 70 % населения принадлежало к униатской (греко-католической) церкви, 15 % были католиками, 7 % — иудеями и только 6 % — православными. Указом Николая I от 22 апреля 1828 года была утверждена независимая от Римско-католической церкви греко-униатская коллегия; вместо четырёх униатских епархий были созданы две: Литовская и Белорусская с консисториями соответственно в Жировицах и Полоцке. Для подготовки униатских священников, готовых поддержать сближение и объединение с Русской православной церковью, суждено было создать соответствующие образовательные учреждения при епархиальных руководствах: «въ Жировицкомъ греко-унитскомъ монастырѣ — мѣстопребываніи Брестскаго епископа, быть каѳедральному собору, консисторіи, семинаріи и низжему духовному училищу, а въ Полоцкѣ, сверхъ существующей тамъ унитской семинаріи, учредить духовную академію».
В тот же год, 28 августа греко-униатская коллегия издала указ на имя председателя консистории протоиерея Антония Тупальского с предписанием — открыть в Жировицах семинарию 1 октября, но к назначенному времени прибыли не все воспитанники. 20 октября (7 октября по старому стилю) 1828 года в Жировичском монастыре, вместо униатского уездного училища, состоялся торжественный акт открытия греко-католической Литовской духовной семинарии. Первый набор студентов состоял из 84 учащихся. Ректором был назначен член униатской коллегии, бывший преподаватель Полоцкой семинарии, выпускник Главной семинарии при Вильнюсском университете, протоиерей Антоний Зубко. Перед отъездом на должность ему была дана инструкция с указанием особое внимание уделять изучению предметов на русском языке и восстановлению чистоты восточного обряда.
Изначально воспитание учащихся Литовской духовной семинарии проходило по правилам католических духовных школ. Ученики, поступившие в семинарию, должны были изучать Священное писание, догматическое и нравственное богословие, пастырское богословие и церковное красноречие, церковную историю, церковные обряды и пение, физику, математику, языки (русский, немецкий, французский, церковнославянский, греческий, латинский, еврейский), польскую литературу. При этом, юноши в то время совсем не знали русского языка, поэтому преподавание проходило на польском или латинском языках; на русском языке пытались изучать только всеобщую и русскую историю.
Греко-униатская коллегия указом от 18 октября (по старому стилю) 1828 года обратила серьёзное внимание семинарского правления на обязательное введение к началу 1829 года преподавания предметов на русском языке. С этой целью из Санкт-Петербурга были выписаны соответствующие учебники, после чего сами преподаватели взялись за изучение русского языка. В 1830 году в семинарии занимались уже 180 воспитанников, из которых 80 были «на фундушевомъ содержаніи».
Во время восстания в 1831 году, занятия в семинарии были приостановлены, а в семинарском корпусе размещались солдаты. С окончанием боевых деяний и эпидемии холеры, которая свирепствовала в тот год, Литовская духовная семинария возобновила свою работу. С этого времени постепенно стали вводиться новые предметы в курс преподавания: библейская история, метафизика, антропология, тригонометрия, экзегетика, библейская археология и история унии. Состав преподавателей пополнился новыми лицами: магистр богословия Фома Малышевский (впоследствии епископ Нижегородский Филарет), доктор богословия Плакид Янковский, известный в польской и русской литературе писатель и лингвист, досконально знавший 9 языков и магистр богословия Игнатий Железовский (впоследствии епископ Брестский). 4 сентября 1834 года впервые в Литовской семинарии на русском языке прозвучала проповедь, которую произнёс инспектор Ипполит Гамалицкий, а 29 декабря в соборе на русском языке проповедовал студент Бренн. Этот факт очень устроил губернатора Гродненской губернии Н. Н. Муравьёва, во время посещения Литовской семинарии. Постепенно русскоязычие стало доминировать в учебном процессе. Преподавание некоторых богословских дисциплин ещё какое-то время велось на латыни с тем, чтобы семинаристы высшего (богословского) отделения были подготовлены вести диспуты с римско-католическими священниками на языке латинского богословия.
С 1834 года коллегия запретила детям униатских священников учиться в иных учебных заведениях кроме духовных, поэтому в 1838 году в семинарии насчитывалось более 200 учащихся. Когда произошла 8-я перепись населения в 1835 года, в Литовской семинарии насчитывались воспитанники из разных униатских епархий: Литовской — 159 человек, Минской — 59, Волынской — 28, Подольской — 3, по одному из Киевской и Могилёвской.
Для восстановления чистоты восточного богослужения в униатской церкви начали вводить богослужебные книги Московской печати. Греко-католические священники епархии поочерёдно вызывались в Литовскую семинарию для обучения православному обряду. В период с начала 1835 до конца 1837 годов в ней сроком на две или три недели побыл 431 священник. После обучения и проверки знаний духовенства давала подписку о готовности служить по новому служебнику. Для наказания священников, отказавшихся принять новые московские книги, Иосиф Семашко предложил викарному епископу Антонию Зубко лишать казенного содержания детей этих священников — воспитанников семинарий и духовных училищ.
С течением времени Литовская семинария с училищами при ней были преобразованы и доведены до такой степени сходства с действовавшими тогда православными духовными учебными заведениями, что к концу 1835 и началу 1836 года было признано возможным подчинить их наряду с православными Комиссии духовных училищ. Эта мера была первым шагом со стороны Литовской духовной семинарии к воссоединению униатов с Православием.
В 1830-х годах при семинарии было создано годовое училище для дьячков. В 1837 году семинария пережила страшную тифовую эпидемию. Несмотря на медицинскую помощь и уход за больными со стороны преподавателей семинарии, скончалось несколько человек.
В 1839 году, на Полоцком церковном соборе было объявлено о ликвидации униатской церкви в пределах Российской империи. Униатские епархии были упразднены; имущество перешло в подчинение Русской православной церкви. В том же году была образована православная Литовская епархия, которую возглавил уже архиепископ Иосиф (Семашко). Литовская духовная семинария стала православным учебным заведением. Через шесть лет вместе с руководством епархии семинария была переведена в Вильнюс, «в самое сердце литовского латинства». На момент ликвидации унии жителей православного вероисповедания в губернии насчитывалось около 1 тысячи. В Вильне не было ни одной православной приходской церкви, действовал только Свято-Духов монастырский храм, в 1838 году была освящена приписная к нему кладбищенская церковь во имя преподобной Евфросинии Полоцкой. В 1840 года здание католического костела Святого Казимира было обращено в православную церковь, освящённую во имя Святого Николая Чудотворца.
В таких условиях 8 сентября 1845 года состоялось торжественное открытие Литовской семинарии в Виленском Свято-Троицком монастыре. По тому поводу Иосиф Семашко писал: «Слава Богу! не поверите, Ваше Сиятельство, как я счастлив сегодня, у меня не обошлось без слёз, и я этого не стыжусь. Если бы мне пришлось завтра умереть — с радостью сказал бы я: ныне отпущаеши раба Твоего. Владыко, церковь Православная стала в Вильне твердою и очень твердою ногою». Как епархия, так и консистория, и семинария должны были, по ходатайству Иосифа Семашко, удержать свои прежние названия «Литовских» без изменения на «Виленских»: «въ виду того практического неудобства, что въ Вильне уже существовали под названием Виленских, католические — семинария, консистория и епархия, а также потому, что это старое название напоминало, как о старых, весьма светлых страницах православия в Литовской стране, так о недавнем перерождении униатов Литовской епархии въ православных».
Учебный процесс был организован на основе Устава духовных семинарий 1840 года и по примеру семинарий Санкт-Петербургского и Киевского Учебных округов. Руководящим органом Литовской семинарии было Правление в составе ректора, инспектора и эконома. Внешний контроль за учебным процессом осуществлялся Санкт-Петербургской Духовной академией. В программу обучения были добавлены медицина, сельское хозяйство, естественные науки, учение о русском расколе и другие вспомогательные знания. Полный курс семинарии был шестилетним и состоял из трёх двухгодичных отделений. Основную часть учащихся составляли дети из семей духовных лиц, содержавшиеся за казённый счёт. Было также 15 казённоштатных вакансий для детей из бедных светских семей. За свой счёт учились примерно 10 % от общего числа семинаристов. С 1853 года установили квоту в 50 человек для числа учащихся высшего (богословского) отделения. По окончании семинарии они поступали в Духовные академии или определялись учителями и надзирателями епархиальных Духовных училищ. Количество учащихся семинарии в период с 1839 по 1915 год ежегодно в среднем составляло 170—195 человек.
Семинарии определили часть жилых и вспомогательных монастырских зданий и двор, в распоряжение её была передана большая библиотека монастыря. Наспех были сделаны внутренние перестройки и в таком виде семинария оставалась до 1866 года должность ректора семинарии признали целесообразным соединить со званием настоятеля-архимандрита Свято-Троицкого монастыря.
На низшем отделении преподавались следующие предметы — в первый год: 1) катехизическое учение; 2) начала риторики; 3) древняя Всеобщая история; 4) начала алгебры и геометрии; 5) греческий язык; 6) латинский язык. Во второй год: 1) чтение Моисеевых и исторических книг Ветхого Завета; 2) руководство к познанию и обиходу богослужебных книг; 3) риторику и краткое понятие о поэзии; 4) средневековую и новую всеобщую историю; 5) геометрию и пасхалию; 6) греческий и латинский языки. В среднем отделении — в первый год: 1) чтение учебных книг Ветхого Завета; 2) церковно-библейская история; 3) логика; 4) российская гражданская история; 5) физика и естественнонаучная история; 6) чтение греческих писателей с переводом и филологическим разбором; 7) чтение латинских писателей с переводом и филологическим разбором. Во второй год: 1) чтение пророческих книг; 2) герменевтика; 3) церковно-библейская история; 4) естественнонаучная история и сельское хозяйство; 5) Продолжение логики и психологии; 6) чтение греческих писателей с переводом и филологическим разбором. В высшем отделении — в первый год: 1) чтение Священного Писания Нового Завета с толкованием; 2) догматическое богословие; 3) учение о вероисповедании, ереси и расколы, в отношении местных и современных нужд; 4) гомилетика; 5) Общая история христианской церкви; 6) учение о церковных древностях и обрядословиях; 7) патристика или наука о святых отцах; 8) чтение святых отцов греческих и латинских, с разбором филологическим, гомилетическим и богословским; 9) начальные основания медицины и общенародный лечебник; 10) сельское хозяйство. Во второй год: 1) чтение некоторых частей Священного Писания, с детальным истолкованием; 2) богословие нравственное; 3) учение о постах пресвитеров приходских; 4) гомилетика, основания церковных законов и каноническое право; 5) История Русской Церкви; 6) чтение святых отцов греческих и 7) продолжение медицины.
Кроме богословских дисциплин изучались и светские предметы: зоология, минералогия, ботаника, основы геологии, геометрия. Помимо этих общеобязательных предметов ученики семинарии занимались обеднями и языками: еврейским, французским и немецким. В учебном процессе Литовской духовной семинарии языки и математика стояли немного в тени; ими занимались большинство учеников только ради перевода в высшие классы; зато сельское хозяйство, медицина, богословские и церковно-исторические науки изучались с большим успехом. Большое внимание уделялось практическим занятиям. Семинаристы посещали Виленский музей древностей. Во время летних прогулок воспитанники собирали камни и растения, которые встречались в окрестностях Вильнюса. Камни определялись по родам, а растения засушивались. На Семинарской земле сеяли различные сорта хлеба; в огороде разводили овощи; в саду, принадлежавшем Троицкому монастырю завели питомник деревьев, которые пересаживали и прививали; в семинарском дворе устраивали клумбу и присматривали за цветами. Присутствовали в семинарском госпитале при осмотре больных, где учились делать перевязки. По указанию доктора, составляли простые лекарства, пополняя небольшую Семинарскую аптечку. При изучении геометрии упор также делался на практическую геометрию: ученики с преподавателями выходили за Вильнюс, мерили некоторые места в окрестностях города, снимали с них планы и вычисляли участки их поверхности.
Основную часть учащихся составляли дети из семей духовных лиц, которые помещались за казенный счет. Было также 15 казенных вакансий для детей из бедных светских семей. За свой счёт училось примерно десять процентов от общего числа семинаристов. С 1853 года установили квоту в 50 человек для числа учащихся высшего (богословского) отделения. По окончании семинарии и результатам учёбы выпускникам определялся разряд — от 1-го (высшего) до 3-го (низшего) разряда. Они поступали в духовные академии или определялись учителями и надзирателями епархиальных духовных училищ. Лучшие выпускники семинарии для продолжения обучения направлялись в Санкт-Петербургскую и Московскую духовные академии. Численность учащихся семинарии в период с 1839 по 1915 год ежегодно в среднем составляла 170—195 человек.
В ведении семинарского правления находились пять духовных училищ: Березвичское, Виленское, Жировицкое, Кобринское и Супрасльское. В каждом из училищ было по 20 казённых вакансий, остальные ученики вносили плату за обучение. В 1853 году в Жировицком и Виленском училищах учредили причётнические классы для тех, кто не был способен к продолжению учёбы в духовной семинарии.
В 1864 году, по случаю 25-летия «воссоединения западно-русских униатов с восточной церковью» М. М. Муравьев «ассигновал из контрибуционных сумм» 60.000 рублей на капитальную перестройку Литовской семинарии. И в 1865—1866 гг. в семинарских зданиях произошёл чёткий ремонт. Столовая и библиотечные залы, помещения воспитанников значительно расширены, обустроены отдельно общие спальни и классы. Ученики тем временем жили в Андреевском училище. В 1866 году были удалены из программы медицина, сельское хозяйство и естественнонаучная история, а добавлена педагогика (как предмет нужный для будущих пастырей и учителей народа); основана при семинарии воскресная школа.
Указом Святейшего Синода от 27 мая 1867 года согласно новому уставу духовные семинарии ставились в непосредственное ведение епархиальных архиереев. В 1872 году в семинарском обучении произошли значительные изменения: вместо трёх двухлетних отделений были введены 6 классов по одному году обучения. Были добавлены новые предметы: Основное богословие, философия, космография и тригонометрия. Улучшилось содержание, учебный материал, гимнастические снаряды и мебель, построенный госпиталь в семинарском саду, перестроена баня. Настоящей сокровищницей по всем областям знаний была фундаментальная библиотека Духовной семинарии (в 1885 году в ней насчитывалось 12500 томов, среди которых были редкие издания XV—XVII в.). В 1872 году, в целях рационального использования материальных средств, были оставлены только четырёхклассные духовные училища в Жировицах числом учащихся — 157 человек и в Вильне, где обучалось 150 человек, для казенноштатных учеников в них открыли приготовительные классы. В 1873 году открылся класс иконописи.
С началом Первой мировой войны, в 1915 году литовская духовная семинария была эвакуирована в Рязань и до 1917 года размещалась в помещениях Гавриловского приюта. В 1919 году семинария возвращается в Вильнюс и осенью возобновляются занятия. В результате польско-советской войны 1919—1921 годов Вильнюс оказался в составе средней Литвы, а с 1922 года — в составе Польской Республики. В начале 1920-х годы усилиями белорусской интеллигенции и с согласия церковной иерархии в семинарии были введены новые предметы — белорусский язык, история и география Беларуси. Среди преподавателей семинарии, наиболее причастных к белорусизации, был её новый ректор Вячеслав Богданович, который до этого занимал должность инспектора семинарии. Белорусская активность в ней поддерживалась благодаря таким преподавателям, как Винцент Гришкевич, Ян Станкевич и другие. А первым преподавателем белорусского языка семинарии был классик литературы Максим Горецкий. В 1923 году из 292 слушателей семинарии 221 заявили себя белорусами, 63 — русскими, 7 — украинцами и 1 — польским гражданином. В то же время, 210 человек сообщили, что дома разговаривают на русском языке, 63 по-белорусски, по одному назвали родной украинский и польский языки, а 11 учащихся назвали смесь из двух или трёх языков.
В условиях провозглашения автокефалии Польской православной церкви в 1924 году началась реорганизация системы обучения в Виленской духовной семинарии. В первую очередь изменения касались перехода от преимущественно русского языка обучения к польскому, но за белорусами ещё оставалось право преподавания около половины предметов по-белорусски. В 1927 году в рамках общегосударственной школьной реформы духовные семинарии в Вильнюсе и Кременце были преобразованы по образцу государственных 9-летних гимназий с правами среднего учебного заведения. Наполовину сократилось количество часов на богословские дисциплины, обязательным предметом стал польский язык, история и география Польши, а белорусскоязычные предметы были фактически запрещены. По оценкам учащегося той поры Евстаaфия Баслыка: «фактически это уже была не Православная Духовная семинария. Она только номинально носила это название. Она стала в 1929—1930 гг. филиалом польской классический гимназии с польским языком преподавания и лишь с некоторой православной прослойкой, как-то: церковное пение, церковный устав, посещение богослужений и т. п.».
В 1932 году Институт национальностей оценил уровень преподавания в семинарии как низкий, прогресс полонизации (несмотря на то, что многие занятия проводились на польском языке) как незначительный из-за того, что сохраняется престиж русского языка. В 1935—1936 учебных годах, по планам государственных органов и Польской церкви, обе стороны согласились ликвидировать Виленскую и Кременецкую духовные семинарии и заменить их на один Богословский лицей в Варшаве. Однако до начала Второй мировой войны эти планы так и не были притворены в жизнь.
В 1939 году часть Виленского края была передана Литве (в том числе и Вильнюс), а в 1940 года созданная Литовская ССР вошла в состав СССР. Литовская (Виленская) духовная семинария прекратила своё существование. Во время немецкой оккупации, трудами экзарха митрополита Сергия в Вильне были организованы пастырско-богословские курсы для подготовки православных священников как для Прибалтики, так и для приходов, открывавшихся в «освобождённых от большевиков» районах Ленинградской области. Весной 1944 года состоялся первый выпуск учащихся и в том же году, после восстановления в Литве советской власти, курсы были закрыты.
26 июля 1945 года Патриарх Алексий I направил в Совет по делам Русской Православной Церкви учебный план для пастырско-богословских курсов в Вильнюсе, подготовленный архиепископом Виленским и Литовским Корнилием (Поповым), и просил об открытии курсов. В августе этого же года СНК утвердил это предложение Совета. В 1946 году семинарию возобновили, приняв на первый курс 25 человек (из них пять вольнослушателей). Но миссионерские планы, в частности, проведение богослужений на литовском языке, не осуществились, а семинарию под давлением местных властей в августе 1947 года закрыли, переведя группу виленских второкурсников в Жировицы.

## Ректоры
- Платон (Городецкий) (1839—1843)
- Ипполит Гомолицкий (1836—1845)
- Платон (Городецкий) (1839—1843)
- Евсевий (Ильинский) (31 декабря 1844—1848)
- Филарет (Малышевский) (15 апреля 1849—1851)
- Александр (Добрынин) (31 августа 1851—1860)
- Иосиф (Дроздов) (24 ноября 1860—1868)
- Евгений (Шерешило) (11 декабря 1868—1870)
- Августин (Гуляницкий) (1870—1881)
- Анастасий (Опоцкий) (20 июля 1881—1885)
- Иосиф (Соколов) (11 августа 1885—1891)
- Алексий (Опоцкий) (22 декабря 1891 — 30 сентября 1893)
- Павел (Поспелов) (7 октября 1893 — 19 июля 1895)
- Иннокентий (Беляев) (28 июля 1895 — 2 июля 1899)
- Палладий (Добронравов) (29 июля 1899 — 9 апреля 1901)
- Леонид (Скобеев) (9 апреля 1901 — 5 сентября 1903)
- Алексий (Дородницын) (5 сентября 1903—1904)
- Иоанн (Поммер) (1907—1912)
- Лаврентий (Князев) (28 февраля 1912—1917)
- Анатолий (Соколов) (8 февраля 1917—1919)
- Вячеслав Богданович (1919—1922)
- Филипп (Морозов) (1922—1924)
- Антоний (Марценко) (1924—1926)
- Николай Тучемский (декабрь 1925—1940) и. о.
- Василий Виноградов (1943—1944)

## Инспекторы
- Игнатий (Железовский) (4 марта 1839 — 1848)
- Вениамин (Платонов) (21 декабря 1851—1859)
- Иоанн (Пщолко) (1860—1862)
- Модест (Стрельбицкий) (31 августа 1862—1866)
- Мелетий (Андреевский) (1866—1869)
- Иустин (Полянский) (24 апреля 1870—1875)
- Медведь, Роман Иванович (1897—1899)
- Евсевий (Гроздов) (12 ноября 1899—1903)
- Богданович, Вячеслав Васильевич (16 мая 1907—1919)
- Белявский, Лев Александрович (1920-е годы)